# Trevor Evans

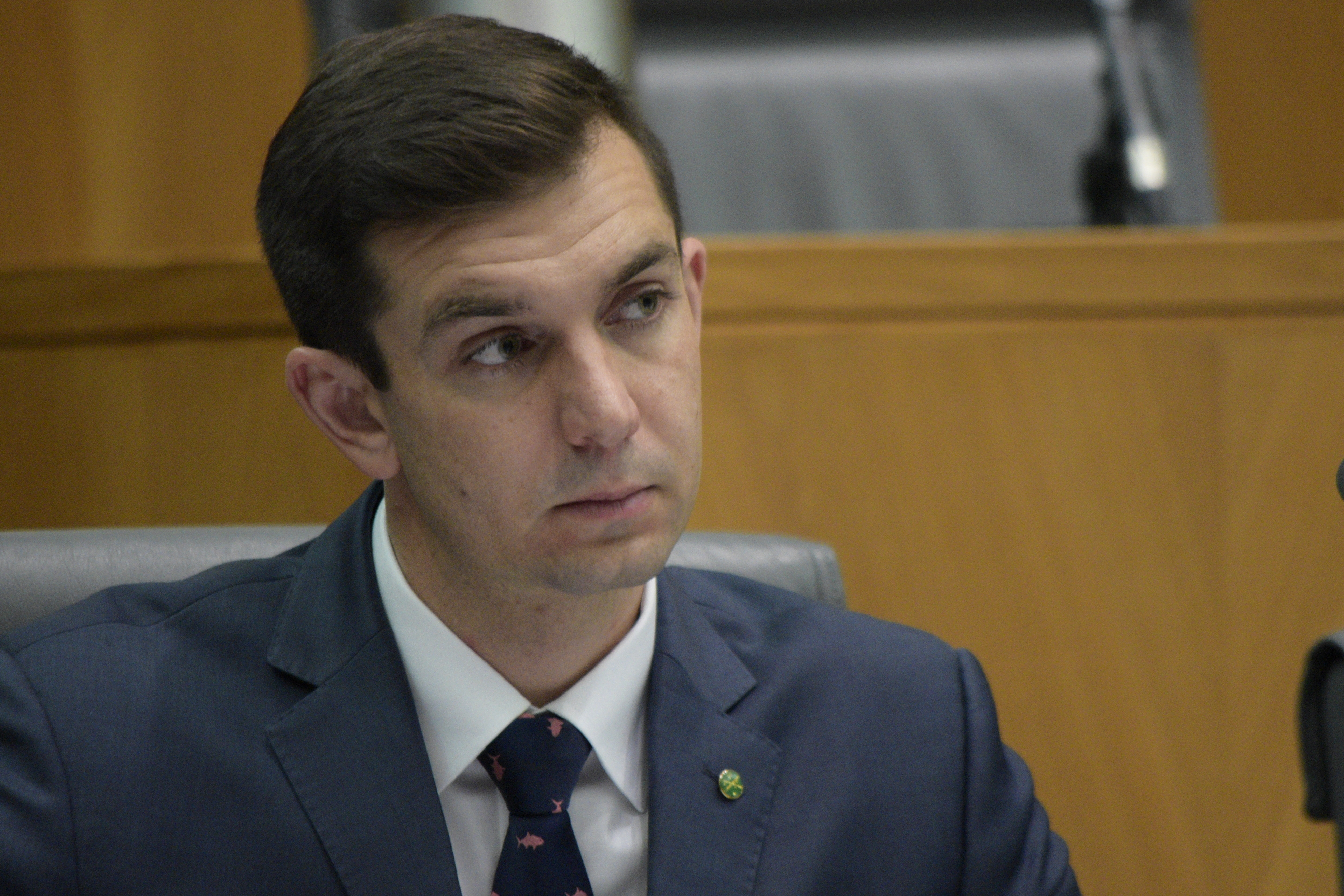
Trevor Evans

Trevor Evans (* 28. August 1981 in Tweed Heads, New South Wales) ist ein australischer Politiker der Liberal National Party.

## Leben
Evans studierte an der University of Queensland Wirtschafts- und Rechtswissenschaften und erhielt dort einen Bachelor of Economics und einen Bachelor of Laws. Seit 2. Juni 2016 ist Evans Abgeordneter im Australischen Repräsentantenhaus (Wahlkreis Brisbane).